# Unique Leader Records
Unique Leader Records ist ein US-amerikanisches Musiklabel aus Los Osos, Kalifornien, welches sich auf die Veröffentlichung von Death Metal spezialisiert hat. Das Label wurde Ende 1998 von Erik Lindmark und Jacoby Kingston von der Band Deeds of Flesh gegründet. Die beiden hatten zuvor schon die Repulse-Records-Niederlassung in den USA geleitet.
Der Vertrieb wird in den USA über das Vertriebsunternehmen Crash Music organisiert, dadurch sind die Veröffentlichungen dort auch im Einzelhandel erhältlich. In Europa werden die Veröffentlichungen dagegen nur im Mailorder angeboten.
Das Label verfügte eine Zeit lang über eine europäische Filiale Unique Leader Europe mit Sitz in Tilburg, Niederlande. Daraus ist mittlerweile das Label Neurotic Records hervorgegangen.

## Einige Veröffentlichungen
- Deeds of Flesh · Path of the Weakening (1999)
- Disgorge · She Lay Gutted (1999)
- Odious Sanction · Psychotically Enraged (2000)
- Deeds of Flesh · Mark of the Legion (2001)
- Pyaemia · Cerebral Cereal (2001)
- Disavowed · Perceptive Deception (2001)
- Mortal Decay · Forensic (2002)
- Agiel · Dark Pantheons Again Will Reign (2002)
- Necronomicon · Pharaoh of Gods (Wiederveröffentlichung, 2002)
- Disgorge · Consume the Forsaken (2002)
- Exmortem · Berzerker Legions (2002)
- Deeds of Flesh · Reduced to Ashes (2003)
- Decrepit Birth · …And Time Begins (2003)
- Psycroptic · The Scepter of the Ancients (2003)
- Gorgasm · Masticate to Dominate (2003)
- Severed Savior · Brutality Is Law (2003)
- Spawn of Possession · Cabinet (2003)
- Brutus · Slachtbeest (2004)
- Deeds of Flesh · Crown of Souls (2005)
- Vile · The New Age of Chaos (2005)
- Odious Mortem · Devouring the Prophecy (2005)
- Beheaded · Ominous Bloodline (2005)
- Aeon · Bleeding the False (2005)
- Mortal Decay · Cadaver Art (2005)
- Deeds of Flesh · Live in Montreal (DVD, 2005)
- Pillory · No Lifeguard at the Genepool (2005)
- Inherit Disease · Procreating an Apocalypse (2006)
- Odious Sanction · No Motivation to Live (2006)
- Unmerciful · Unmercifully Beaten (2006)
- Dominion · Born God and Aware (2006)
- Trauma · Determination (2006)
- Internal Suffering · Awekening of the Rebel (2006)
- Pyrexia · Age of the Wicked (2007)
- Inveracity · Extermination of Millions (2007)
- Decrepit Birth · Dimnishing Between Worlds (2008)
- Carnophage · Deformed Future // Genetic Nightmare (2008)
- Retaliation · Seven (2010)
- Hour of Penance · Paradogma (2010)
- Halo of Gunfire . Conjuring the Damned (2010)
- Rings of Saturn · Lugal Ki En (2014)
- Serial Butcher · A Crash Course in Cranium Crushing (2016)
- So This Is Suffering · Palace of the Pessimist (2017)